# Nisídes Lagoúses
Nisídes Lagoúses är öar i Grekland.   De ligger i prefekturen Nomós Attikís och regionen Attika, i den sydöstra delen av landet, 29 km sydväst om huvudstaden Aten.
Terrängen på Nisídes Lagoúses är varierad. Öns högsta punkt är 11 meter över havet. 